# Español panameño

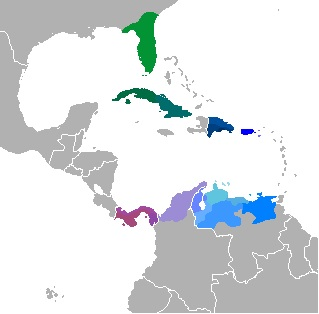
Variedades del español del Caribe.

El español panameño (es-PA) es el conjunto de modalidades del idioma español habladas en Panamá. Corresponden a una variante local del español caribeño. 
Debido a la influencia cultural y presencia de los Estados Unidos, el español panameño ha absorbido mucho vocabulario del inglés, así mismo la inmigración de ciudadanos de territorios del Caribe de habla inglesa (Jamaica, Trinidad y Tobago, Barbados, etc), durante el siglo XIX a las provincias de Bocas del Toro y Colón ha contribuido al uso generalizado de anglicismos en el español local.  
El francés ha tenido ligera influencia en el español panameño. Las colonias hebreas, árabes, italianas, hindustaníes, chinas y griegas han influido en menor grado en el español panameño, al igual que las etnias aborígenes de Panamá.
La base léxica del español panameño es el castellano, pero han contribuido a su enriquecimiento muchas lenguas mediante préstamos. Algunas lenguas amerindias, otras africanas, la inglesa, la francesa, la italiana y la alemana son las que en mayor o menor medida han dejado su huella en el español panameño.

## Características
- La realización de /x/ como [h] (fricativa glotal sorda), rasgo distintivo del español caribeño, canario y andaluz
- Se utiliza una gran cantidad de expresiones coloquiales y folclóricas, debido en gran parte a la variada historia, razas e influencias que conforman la cultura panameña además de su carácter altamente idiosincrático. Como resultado muchos objetos y conceptos tienen nombres propios en vez de ser referidos como eso/a.
- Las vocales se nasalizan cuando están próximas a una consonante nasal, ésta se enmudece o bien se realiza como [ŋ]. Por ejemplo, en San Juan [sã·hwã] Cabe notar que las personas con altos niveles de educación tienden a evitar dicha pronunciación.
- La realización de /s/ como [h] en algunos casos. Por ejemplo: ¿Cómo ehtah? A este fenómeno, junto al de suprimir la 'r' al final de los verbos (por ejemplo reí, llorá), o suprimir la 'd' intervocálica (por ejemplo, morao, apurao) es una forma de lenición.
- Por efecto de la elisión de /s/ final de sílaba, algunos utilizan “se” como marcador plural, pero está limitado a palabras que en forma singular terminan en vocal tónica: café, cafese.
- Es común acortar algunas preposiciones y adverbios. Por ejemplo onde (donde), aonde (adonde), alante (adelante), pa (para).
- Se hace gran uso de apócopes. Por ejemplo prof / profe (profesor), refri (refrigeradora / frigorífico), micro (microondas), tele (televisión), bici (bicicleta), disco (discoteca), compu (computadora / ordenador), la u (la universidad), etc.
- Se suele no invertir el sujeto en las preguntas: ¿Qué tú quieres?, ¿Cómo tú te llamas?, esto es más común entre personas jóvenes y aquellos que provienen de áreas urbanas. Sin embargo, lo más común es eliminar el sujeto en las preguntas ¿Qué quieres?, ¿Cómo te llamas?.
- Hay un uso intensivo de “ser”. Lo hice fue en invierno. Teníamos era que salir.
- Se usan los pronombres personales tónicos de tercera persona (él / ella) para referirse a cosas.

Ella (la iglesia) tiene las campanas de bronce
- En el lenguaje coloquial juvenil, el uso de anglicismos es muy extendido, inclusive verbos conjugados al español en muchos casos (Vamos a parquear a la casa de Juan, Me frikié, La vaina se puso focop, priti (de pretty, bonito), buay (de boy, chico), guial (girl, chica ) luquiando (de looking, observando) , guachiman (de watchman, vigilante), etc.
- Es común el uso de lenguaje soez al que coloquialmente se le refiere como palabras sucias o vulgaridades
- Se utiliza mucho la palabra vaina para referirse a cosa o asunto.

## Subvariantes
No todos los panameños adoptan el mismo vocabulario. Dentro de la Ciudad de Panamá, el vocabulario varía dependiendo de la condición social, económica y cultural de cada persona; es decir, un panameño instruido de clase media o alta posee su clase propia de panameñismos. Las clases bajas poseen sus propios modismos. Incluso el acento entre personas de diferentes niveles culturales varía radicalmente. Por lo general los medios de comunicación, dependiendo del tipo de programa, adoptan una variante panameña culta o un español estándar.
El español panameño varía en la Ciudad de Panamá, con respecto a las regiones del interior del país. En las provincias de Colón, Panamá y Bocas del Toro tiene más influencia caribeña anglófona y en las provincias de Panamá, Panamá Oeste y Darién, comparte ciertos rasgos de pronunciación y acento con el español ecuatorial. [cita requerida]
Mención aparte es el español hablado en la Península de Azuero, cuya principal característica es la persistencia del Voseo, considerado poco prestigioso por la norma culta panameña. Sin embargo se adopta como símbolo de identidad regional, constituyéndose como una verdadera variante con respecto al idioma español en el resto del país.

## Pronunciación
Los panameños usualmente pronuncian [ʃ] en la escritura ch del español, en vez del sonido típico africado /tʃ/. Disho y hesho llegaron a Shitré, Oshenta y osho.
Se acortan los infinitivos, preservando el acento en la última sílaba, eliminando la r final del verbo. reí, llorá, mové, cogé, entre otros casos. 
En algunas regiones el sonido /d/ intervocálico no es pronunciado, ejemplo: comido / comío, metido / metío, parado / parao, sentado / sentao
Se abrevian algunas preposiciones y palabras como: (para = "pa"), (donde = "onde")

## Idiomas de Panamá
Durante la colonia y hasta mediados del siglo XVIII, el único idioma de los istmeños lo suprimió el español, que trajeron los castellanos y prevaleció sobre las demás lenguas de la península ibérica. Los negros traídos de África como esclavos asimilaron el castellano y lo dotaron de algunos términos dialectales.

## Afropanameñismos
La presencia de palabras antillanas en Panamá se debe a la primera fase de la conquista americana, desde las Antillas partieron los conquistadores a diversas partes del istmo centroamericano, entrando por México y por Panamá.
Los afro-panameños que viven en la República son de origen africano y la segunda oleada es de origen antillano, puesto que llegaron a Panamá con la construcción de los ferrocarriles y posteriormente la construcción del canal . Este grupo ha ejercido influencias definitivas en la conformación del español panameño. Algunos términos de creación del habla afro-panameña hoy son de uso corriente, como las siguientes: sao (una comida a base de patita de puerco sancochada); domplin  y bragada (comida preparada con masa de harina y bacalao, muy picantes).